# Hermann Kaufmann
Hermann Kaufmann (Reuthe, 1955) è un architetto austriaco, nato nella parte montuosa del Vorarlberg.

## Biografia
Nato in una famiglia con una lunga tradizione di carpentieri, Hermann Kaufmann è cresciuto nella regione austriaca del Vorarlberg la cui unica ricchezza è il legno, e arriva a conoscere le caratteristiche e le possibilità che questo materiale offre. Tutti i membri della famiglia, o quasi, hanno lavorato il legno realizzandosi nell'azienda di famiglia conosciuta come una delle industrie leader in Europa di "sistemi-legno". Hermann si forma grazie allo zio Leopoldo Kaufmann, sviluppando concetti di costruzioni in legno strutturate, basati su tecniche innovative.
Hermann Kaufmann ha studiato architettura al Politecnico di Innsbruck e al Politecnico di Vienna, per poi ritornare nella regione del Vorarlberg e creare la sua agenzia con Christian Lenz a Schwarzach.
Questa regione austriaca, con un'economia tradizionalmente basata sull'industria del legname, vede allora l'emergenza di un movimento straordinario nato dal genio di alcuni giovani creativi, i "Baukünstler", letteralmente, "artisti dell'edilizia", che rendono il Vorarlberg un laboratorio di l'architettura basato sulla semplicità e l'ecologia.
Hermann Kaufmann condivide con gli altri artisti del Vorarlberg il sogno di un habitat ecologico accessibile a tutti.
Il legno, materiale da lui prediletto, gli permette di costruire edifici innovativi, con un'attenzione costantemente rivolta al risparmio energetico e alla riduzione dei rifiuti.
Hermann Kaufmann è quindi l'ideatore della prima abitazione passiva (a basso consumo energetico ed autoalimentata) e ora i suoi studi sono rivolti alla creazione di edifici detti "a energia positiva", cioè con un bilancio energetico positivo.
Molto attaccato alla sua regione di origine, Hermann Kaufmann si interessa anche al restauro di vecchi edifici; il suo approccio fine e delicato mostra come questo architetto "radicale" ami rinnovare il patrimonio già esistente senza rompere il contatto con il paesaggio circostante.
Hermann Kaufmann è stato Professore Straordinario presso il Politecnico di Graz, poi all'Università di Lubiana in Slovenia. A partire dal 2002, è docente presso il Politecnico di Monaco di Baviera, come esperto di costruzioni in legno.
Il 24 settembre 2007, Hermann Kaufmann ha ricevuto il Premio Globale per l'Architettura Sostenibile.